# آرچ وایتینگ
آرچ وایتینگ (انگلیسی: Arch Whiting؛ ‏ ۲۹ سپتامبر ۱۹۳۶ – ۷ مهٔ ۲۰۰۷) بازیگر اهل ایالات متحده آمریکا بود که بیشتر به‌واسطهٔ ایفای نقش «اسپارکس» در مجموعهٔ تلویزیونی علمی-تخیلی سفر به قعر دریا شناخته می‌شد. وی از بازیگری را از سنفورد مایزنر آموخت و کارش را با بازی در مجموعه‌های تلویزیونی آغاز کرد.
از فیلم‌ها یا مجموعه‌های تلویزیونی که وی در آن‌ها نقش داشته‌است، می‌توان به سفر به قعر دریا، فراری، سرزمین غول‌پیکران و در تعقیب جو اشاره نمود.